# Lighters
«Lighters» (с англ. — «Огоньки») — песня американского хип-хоп дуэта Bad Meets Evil и второй сингл их мини-альбома Hell: The Sequel, выпущенный в июне 2011 года и записанный при участии американского певца Бруно Марса. Композицию написали Эминем, Royce da 5’9", Бруно Марс, Филип Лоуренс, Рой Баттл и Ари Левин из The Smeezingtons. За исключением Ройса, все они были и продюсерами. После написания текста и записи своих куплетов к «Lighters», дуэт встретился с Марсом в Лос-Анджелесе, и музыкант исполнил припев трека после того, как он и Эминем внесли незначительные правки в оригинальную версию.
«Lighters» — песня в жанре альтернативного хип-хопа с элементами соула и синти-поп-музыки. Музыкальные критики отмечали, что трек сильно отличается от других песен Hell: The Sequel. В тексте говорится о падениях и возвращениях исполнителей на вершину рэпа, отвергая своих «ненавистников», и праздновании свершения своих мечтаний. «Lighters» попала в десятку лучших песен в нескольких странах — она занимала второе место в хит-параде Новой Зеландии, четвёртое в Канаде и США и десятое в Швейцарии и Великобритании. Трек сертифицирован RIAA и ARIA как «дважды платиновый» и «трижды платиновый», соответственно.
Трек получил смешанные отзывы, в качестве плюсов отмечали «вдохновляющий» текст и вокал Бруно Марса. В июле 2011 года вышел видеоклип, снятый клипмейкером Ричем Ли в Лос-Анджелесе. В нём Эминем и Ройс который находится в тюремной камере, обнаруживают подземный туннель. Бруно Марс же на протяжении всего видео играет на пианино и исполняет припев. Дуэт исполнял «Lighters» на музыкальных фестивалях «Боннару», Lollapalooza и «Пуккельпоп». В 2012 году песня стала победителем ASCAP Pop Music Awards в категории «Самая исполняемая песня», а клип стал номинантом премии MuchMusic Video Awards 2012 в звании «Международное видео года».

## Предыстория, запись и выход

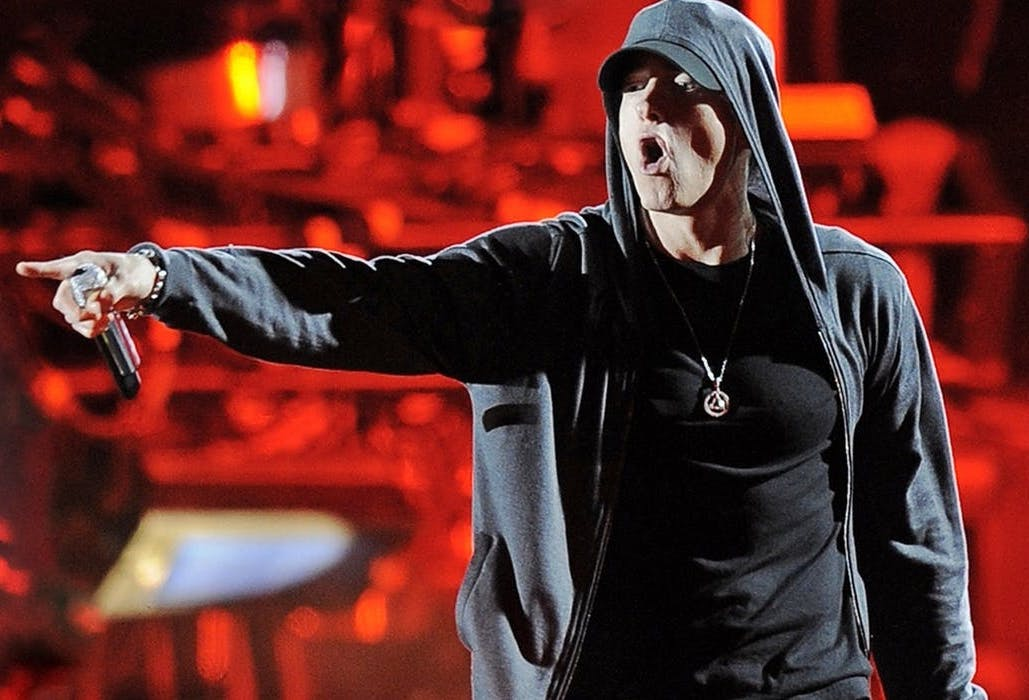
В отличие от предыдущего сингла Hell: The Sequel «Fast Lane», Эминем выступил одним из главных продюсеров «Lighters»

В интервью журналу Exclaim! американский рэпер Royce da 5’9" признался, что изначально «Lighters» должна была попасть в его пятый студийный альбом Success Is Certain, который вышел в 2011 году. Изначально песня была спродюсирована Роем Баттлом. Но когда Ройс показал материал Эминему, тот решил написать свой куплет. Затем дуэт полетел в Лос-Анджелес, где Бруно Марс услышал практически готовую песню. Ройс решил пригласить Марса принять участие в записи песни, так как припев в исполнении раннего продюсера был, по его мнению, похож на голос певца. Марс и Эминем внесли незначительные правки в аранжировку трека, Марс исполнил припев. Впоследствии Бруно отшучивался, что певец попал в трек только после того, как музыкант победил Эминема в рэп-баттле. Как говорил Маршалл, ему песня во время записи нравилась, но он не был полностью увлечён ей, и работал с «Lighters» по принципу «давайте сделаем ещё немножко хип-хопа и просто рифмованного дерьма», хотя и отмечал, что у трека есть потенциал стать хитом.
«Lighters» написана дуэтом Bad Meets Evil, Бруно и его компанией продюсеров и авторов песен — Филипа Лоуренса и Ари Левина, а также Роем Баттлом. Все вышеперечисленные исполнители, кроме Ройса, также спродюсировали трек. Запись проходила в студии Effigy Studios в Ферндейле, Мичиган под руководством Майка Стрэнджа, а также в двух студиях Isolation Studios в Детройте и Levcon Studios в Лос-Анджелесе. Рой Баттл и Джо Стрэндж выступили звукорежиссёрами сингла, Майк Стрэндж и Эминем — смикшировали, а мастерингом занимался Брайан Гарднер в студии Bernie Grundman Masternig. Луис Ресто отыгрывал партию на дополнительных клавишных. 25 мая 2011 года, когда был обнародован трек-лист Hell: The Sequel, было объявлено, что в песне будет участвовать Бруно Марс. Утечка композиции произошла 2 июня.
Песня была официально выпущена 14 июня 2011 года лейблами Shady Records и Interscope Records. 5 июля лейбл Aftermath Entertainment добавил трек в списки хит-парадов радиостанций США в качестве второго сингла. 19 сентября она также появилась в хит-парадах на радио Великобритании. В августе 2022 года «Lighters» вошла в сборник хитов Эминема Curtain Call 2.

## Композиция и тематика текста
«Lighters» — песня в жанре альтернативного хип-хопа, «смесь хип-хопа, поп-музыки и синти-баллады». Трек отличается от других композиций из Hell: The Sequel в стиле хардкорного хип-хопа — в нём присутствуют элементы соула и синти-попа, но в основном в припеве. Песня начинается под аккорды фортепиано и «тёплого» вокала Бруно. Певец заканчивает припев фразой «All I want to see is a sky full of lighters». После этого в музыку вступает бас-гитара с синтезатором, и Эминем начинает читать куплет с «крещендо, нарастающими до накачки». После куплета Маршалла и последующего припева, свой второй куплет читает Ройс.
Песня длится более пяти минут, что делает её самой длинной на Hell: The Sequel. Её основная музыкальная составляющая отыграна на фортепиано и струнных, сочетающихся с синтезатором и бас-барабаном. Песня написана в четырёхчастном тактовом размере с темпом в 92 удара в минуту и в тональности до мажор. Диапазон вокала составляет от низкой ноты C4 до высокой C5. Жененька Коски из The A.V. Club находила сходство «Lighters» с песней B.o.B «Nothin’ on You». Джейсон Ньюман из MTV говорил, что трек совсем не похож на «череду мрачных и мизантропических синглов дуэта конца 90-х».
«Lighters» рассказывает о падениях и возвращениях музыкантов на вершину, одновременно являясь посланием всем «ненавистникам». Трек также передаёт послание искренней поддержки и является празднованием преодоления препятствий и осуществления мечтаний. Эминем рассказывает о своём становлении статуса легенды в рэп-сообществе и  выздоровлении от наркотической зависимости, о чём рэпер говорил ещё на своём альбоме Recovery. Ройс читает рэп о «тачках», величии своего товарища по дуэту и своей борьбе за достижение вершины в рэпе. В припеве Марса демонстрируется «подлинная человечность». Песня содержит ненормативную лексику, что вызывало критику от музыкальных журналистов. Royce da 5’9" в ответ на критику говорил, что они с Эминемом хотели быть «разносторонними» на своём мини-альбоме, решив записать пару личных песен.

## Отзывы критиков
«Lighters» получила смешанные отзывы от профессиональных музыкальных критиков. Большинство отмечали резкое отличие стиля трека от других песен мини-альбома, и этот подход вызывал у критиков как позитивный, так и отрицательный приём. Рецензенты Idolator и MTV Бекки Бэйн и Роб Маркман рассказали о новой песне после утечки от 2 июня 2011 года. Бэйн назвала «Lighters» «сахаристо-сладким», «тёплым и пушистым» и «вдохновляющим» треком, а также подметила, что Бруно знает, как «раскачать припев». У Маркмана было положительное мнение о песне: он не был удивлён, услышав партию Эминема, написав, что «сложно представить времена, когда Эминем не считался элитой рэпа». А вот про куплет Royce da 5’9" он описал как «суровый детройтский MC вспоминает свои  схватки за вершину, ссылаясь на сомневающихся на каждом шагу». Резюмируя, он назвал трек «вдохновляющим, захватывающим и предназначенным для радио». Редакция рэп-журнала XXL заявила, что это было «вдохновляюще», и что трек будет проходить интенсивную ротацию на радио в летнее время. Билл Лэмб из About.com опубликовал положительный отзыв, назвав её «увлекательной, душевной смесью хип-хопа и поп-музыки с юмористическими текстами и проникновенным вокалом Марса», однако он упоминал, что песня «временами звучит немного бестолково». Припев «Lighters» высоко оценил Нейтан Рабин из The A.V. Club, добавив, что это «не даст желанного облегчения от клаустрофобной темноти остальной части альбома».
После выхода Hell: The Sequel, редактор сайта Billboard опубликовал обзор на каждый трек мини-альбома. В отличие от предыдущего сингла «Fast Lane», который критик оценил положительно, «Lighters» вызвала у журналиста смешанные чувства — по его словам, песня не вписывается в остальную часть альбома, хоть и отмечал, что она сама по себе хорошая, и что непринуждённая уверенность Эминем несёт в себе праздничный гимн. Чад Гришоу из IGN высказывал похожее мнение, назвав её «необычной и странной». Чаду не нравилось присутствие соула и «липкого» синти-попа, но в то же время, критик высоко оценил «вдохновляющие» тексты дуэта, подытожив: «этот краткий взгляд на мастерство дуэта неполностью соответствует вашим ожиданиям, но всё-таки оставляет у вас желание услышать ещё». Жененька Коски из The A.V. Club подмечала некоторое сходство трека с «Nothin’ on You», в которой также участвовал Марс, но в то же время в песне, по её словам, есть контраст между рэп-куплетами и припевом, а также отмечала, что «каждый элемент песни по-своему поднимает настроение». Но с другой стороны, её коллега Стивен Хайден жёстко раскритиковал песню, назвав её «абсолютно худшей в поп-музыке на текущий момент». Он раскритиковал Эминема за «плевки» в его тексте и Марса за «мелодраматичный» припев. Обозревая сборник хитов Эминема Curtain Call 2, куда вошла «Lighters», Дрю Миллард из Pitchfork назвал её и ещё одну песню «Nowhere Fast» из Revival «дурацкими поп-песенками».
Несмотря на то, что Дэвид Джеффрис из AllMusic опубликовал в целом положительный отзыв на Hell: The Sequel, критик назвал «Lighters» «глянцевым» и «больше похожим на типичный трек Бруно Марса, чем на детройтский дизель». Рецензент Уинстон Роббинс из Consequence of Sound также негативно высказался о песне — по его словам, Марс абсолютно не вписывается в рэп-песню и было бы лучше кого-то другого. «Это так далеко от дома, в котором два плохих рэп-парней» — подмечал критик. Дэвид Амидон из PopMatters писал, что «Lighters» была единственным разочаровывающим треком на мини-альбоме, и «на ней можно легко нажать кнопку повтора, если хотите». На ASCAP Pop Music Awards 2012 года песня стала победителем в номинации «Самые исполняемые песни». Группа The Smeezingtons, принимавшая участие в продюсировании трека, была номинирована на «Грэмми» в категории «Лучший продюсер неклассической музыки».

## Коммерческий успех
Песня дебютировала на восьмом месте чарта Billboard Digital Songs от 2 июля 2011 года, а также на шестнадцатом в Billboard Hot 100. На следующей неделе «Lighters» упала на 44 место, но уже на следующей она поднялась на 33 позицию. В последующие недели она поднималась на семнадцатые и десятые строчки, став для Бруно Марса шестым хитом, который находился в десятке чарта, а для дуэта — первым. В чарте от 10 августа сингл вошёл в пятёрку чарта Billboard Hot 100, а его пиком стало четвёртое место. В Hot Rap Songs «Lighters» провела в общей сложности двадцать недель, высшим местом стала шестая строчка, а чарт Rhythmic Airplay Chart она и вовсе возглавила. В списке Pop Songs она продержалась двадцать недель и высшей позицией стало второе место. По состоянию на сентябрь 2012 года, сингл разошёлся тиражом в 2,2 миллиона копий в США, благодаря чему RIAA сертифицировала его как «дважды платиновый». 10 сентября 2011 года сингл также достиг своего пика в Canadian Hot 100, заняв четвёртое место.
В Дании «Lighters» сначала заняла 25 место в начале июля, а позднее она поднялась на восемнадцатое. Позднее, она ещё выше поднялась на тринадцатую позицию, а потом опустилась на 37 строчку. Песня до 13 августа не попадала в чарт Франции, пока не дебютировала на 85 месте. В общей сложности сингл провёл восемь недель и достиг своего пика 24 сентября — 11 место. В Ирландии композиция сначала занимала 25 место, но потом поднялась до 11-го — данная позиция также является пиком сингла в ирландском чарте. В Великобритании песня дебютировала на 37 строчке, поднявшись на следующей неделе на семь позиций, но спустя шесть недель она выбыла из чарта. Несмотря на это, 28 августа снова попала в чарт, достигнув своей высшей позиции 8 октября — десятое. В Нидерландах трек занял тринадцатое место. В норвежском чарте VG-lista сингл занял своё высшее место на третьей неделе пребывания — девятое, покинув чарт спустя четыре недели. В Шотландии «Lighters» достиг девятую позицию и в общей сложности провёл пятнадцать недель.
В австралийском чарте ARIA Charts песня сначала дебютировала на 30 месте, поднявшись до девятнадцатого уже на следующей неделе, а в конце июля она достигла семнадцатой позиции. ARIA сертифицировала «Lighters» как «трижды платиновый». В Новой Зеландии сингл сразу же занял второе место — самый высокий дебют сингла в чартах. 26 сентября песня заняла 14 место, а на следующей неделе — 36-е. Новозеландская ассоциация присвоила синглу «золотой» сертификат. К концу 2011 года общее количество продаж песни в Южной Корее достигло 445 тысяч.

## Видеоклип

### Предыстория
Съёмки видеоклипа на «Lighters» начались 20 июля 2011 года в Лос-Анджелесе. Его режиссёром выступил американский клипмейкер Рич Ли — он также снимал клип на «Not Afraid». В интервью каналу MTV Бруно Марс говорил, что видео «вдохновит фанатов» и что оно будет «очень красивым». Не раскрывая каких-то деталей о клипе, Марс в шутку добавил, что там он «делает стойку на руках и жонглирует голышом». Видео загружено на официальный VEVO-канал на YouTube 22 августа 2011 года.

### Сюжет

Скриншот из клипа, в котором Royce da 5’9" читает рэп в туннеле

Клип начинает с показа Бруно Марса, который поёт припев и играет на пианино. Эминем лежит на диване в неухоженной гостиной, он одет в белую футболку и красные мешковатые трико. На моменте с припевом он пытается написать текст в блокноте. Когда наступает его очередь, Маршалл начинает читать рэп со своего блокнота. Позже, он обнаруживает люк на полу и спускается по лестнице — Маршалл оказывается в подсобном туннеле, освещаемым красными огоньками. Он зажигает сигнальный фонарик и исследует туннель. Тем временем, Марс поёт припев в тех же интерьерах, что и в начале клипа.
Ройс начинает свою партию в тюремной камере. Он находит и срывает плакат, скрывающий дверной отсек в тот же туннель, где находится Эминем. Рэпер заходит туда и также зажигает сигнальный фонарик для ориентирования. Когда Марс снова начинает петь припев, дуэт находит выход из туннеля через люк, ведущий в поле, где поёт Бруно. Солнце садится, дуэт вместе с Марсом собираются чтобы увидеть целую стаю восходящих небесных огоньков. В клипе присутствует реклама наушников Beats by Dr. Dre и машины Chrysler 300. Когда видео подходит к концу, обстановка темнеет, и Марс допевает последние строчки песни.

### Отзывы критиков на клип
Джеймс Монтгомери из MTV News написал: «Это, конечно, волнующий клип, и да, вы, скорее всего, сможете тут многое прочитать». Крис Коплан из Consequence of Sound охарактеризовал клип так — «Трое мужчин предстают именно перед тем, ради чего они пели — небом, полным декоративных ламп». А Бекки Бэйн из Idolator писала — «Бруно играет на своих 88 клавишах, а „Король хип-хопа“ и его товарищ по Bad Meets Evil Royce da 5’9"» уходят в подполье, появившись лишь при виде тысячи огней, освещающих небо". Кайл Андерсон из Entertainment Weekly дал смешанный отзыв на клип, критикуя слабое освещение, но в то же время он хвалил финальную сцену с огоньками в небе, назвав её «самой неотразимо красивой вещью в клипах Эминема». Видео было номинировано на премию MuchMusic Video Awards 2012 года в категории «Международное видео года — группа».

## Концертные исполнения

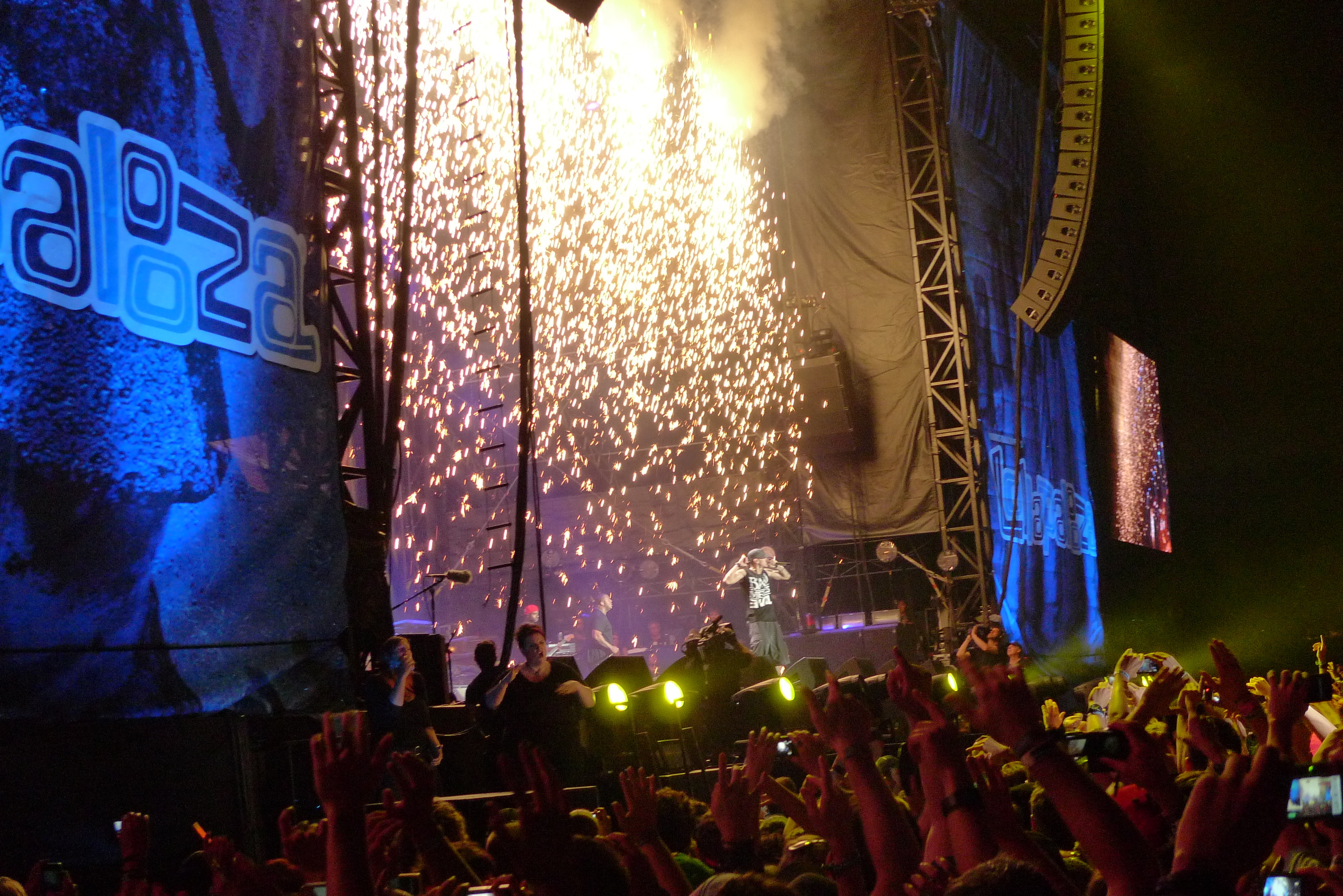
Исполнение песни «Lighters» на Lollapalooza в 2011 году

Эминем и Royce da 5’9" впервые исполнили «Lighters» на фестивале «Боннару» в 2011 году, также исполнив ещё один сингл с Hell: The Sequel — «Fast Lane». Их сопровождал бэк-вокалист Маршалла Mr. Porter, а Бруно Марс отсутствовал. Выступление было дополнено включением анимированных огоньков на заднем плане, а дуэт исполнял песню в футболках со своим логотипом, а Эминем ходил в камуфляжных шортах. Перед исполнением музыкант попросил зрителей включить зажигалки. Джеймс Монтгомери из MTV заявлял, что «Эминем продемонстрировал ту же  новую энергию, которую он демонстрировал в своих последних выступлениях».
Журнал The Hollywood Reporter написал: «Аудитория „Боннару“ может быть анклавом хиппи, но вы бы не узнали об этом в субботу вечером». Чуть позже Bad Meets Evil, Mr. Porter, а также Бруно Марс исполнили «Lighters» на второй день фестиваля Lollapalooza того же года, проходившего в Чикаго. Пит Леви из USA Today назвал их выступление «главным событием вечера». Как и на «Боннару», зрители зажигали свои зажигалки, мобильные телефоны и камеры. Лия Гринблатт из Entertainment Weekly назвала фестиваль «сетом, состоящим из жёстких хитов». Гил Кауфман из MTV посчитал, что припев Марса является «лёгким поп-блеском для жёсткого звучания». На концерте Марс играл на своей серебристой гитаре. «Lighters» была включена в сет-лист Эминема на V2011 (V Festival), который проходил в Стаффордшире и Челмсфорде 20 и 21 августа, соответственно. В 2013 году Bad Meets Evil исполнил песню на «Пуккельпоп». Эмили Уэбб похвалила «атмосферу» их выступления, особенно когда слушатели снова подняли свои зажигалки, назвав его «фантастическим». Бруно сольно исполнял его во время своего первого тура The Doo-Wops & Hooligans Tour (2010-12).

## Участники записи
Запись
- Записано в Effigy Studios в Ферндейле, Мичиган; в Isolation Studios в Детройте, Мичиган; в Levcon Studios в Лос-Анджелесе, Калифорния.

Участники записи
- Эминем — вокал, автор песни, продюсирование, микширование
- Royce da 5’9" — вокал, автор песни
- Бруно Марс — вокал припева, автор песни
- Филип Лоуренс — автор песни
- Ари Левин — запись, автор песни
- The Smeezingtons — продюсирование
- Рой Баттл — автор песни, продюсирование, звукорежиссёр
- Луис Ресто — дополнительные клавишные
- Асар — запись
- Джо Стрэндж — ассистент звукорежиссёра
- Майк Стрэндж — запись, микширование
- Брайан Гарднер — мастеринг

Авторы приведены согласно цифровому буклету мини-альбома Hell: The Sequel.

## Позиции в чартах

### Еженедельные чарты
| Чарт (2011)                           | Высшая позиция |
| ------------------------------------- | -------------- |
| Австралия (ARIA)                      | 17             |
| Австрия (Ö3 Austria Top 40)           | 41             |
| Бельгия/Фландрия (Ultratop 50)        | 23             |
| Бельгия/Валлония (Ultratop 50)        | 32             |
| Канада (Billboard Canadian Hot 100)   | 4              |
| Канада (Billboard CHR/Top 40)         | 2              |
| Канада (Billboard Hot AC)             | 28             |
| Дания (Tracklisten)                   | 18             |
| Франция (SNEP)                        | 11             |
| Германия (GfK)                        | 26             |
| Ирландия (IRMA)                       | 11             |
| Ливан (Lebanese Top 20)               | 2              |
| Нидерланды (Dutch Top 40)             | 13             |
| Нидерланды (Single Top 100)           | 17             |
| Новая Зеландия (Recorded Music NZ)    | 2              |
| Норвегия (VG-lista)                   | 8              |
| Шотландия (OCC Scotland)              | 9              |
| Республика Корея (Gaon)               | 2              |
| Швеция (Sverigetopplistan)            | 18             |
| Швейцария (Schweizer Hitparade)       | 10             |
| Великобритания (OCC UK Hip Hop/R&B)   | 3              |
| Великобритания (OCC UK Singles)       | 10             |
| США (Billboard Hot 100)               | 4              |
| США (Billboard Hot Latin Songs)       | 22             |
| США (Billboard Hot R&B/Hip-Hop Songs) | 75             |
| США (Billboard Hot Rap Songs)         | 6              |
| США (Billboard Pop Airplay)           | 2              |
| США (Billboard Rhythmic)              | 1              |

### Годовые чарты
| Чарт (2011)                          | Позиция |
| ------------------------------------ | ------- |
| Australia (ARIA)                     | 68      |
| Canada (Canadian Hot 100)            | 40      |
| Netherlands (Dutch Top 40)           | 69      |
| Netherlands (Single Top 100)         | 85      |
| Sweden (Sverigetopplistan)           | 97      |
| Switzerland (Swiss Hitparade)        | 65      |
| UK Singles (Official Charts Company) | 88      |
| US Billboard Hot 100                 | 34      |
| US Mainstream Top 40 (Billboard)     | 22      |
| US Rhythmic (Billboard)              | 11      |

## Сертификации
| Регион | Сертификация  | Продажи   |
| --- | ------------- | --------- |
| Австралия (ARIA) | 3× Платиновый | 210 000   |
| Бразилия (ABPD) | Золотой       | 30 000    |
| Новая Зеландия (RMNZ) | Золотой       | 7500*     |
| Швеция (GLF) | Платиновый    | 40 000    |
| Великобритания (BPI) | Золотой       | 400 000   |
| США (RIAA) | 2× Платиновый | 2,208,000 |
| * Данные о продажах приведены только на основе сертификации. · Данные о продажах + прослушиваниях приведены только на основе сертификации. |               |           |

## История релиза
| Страна         | Дата              | Формат                 | Лейбл                                    | Источники |
| -------------- | ----------------- | ---------------------- | ---------------------------------------- | --------- |
| Все            | 14 июня 2011 года | цифровая дистрибуция   | Shady Interscope                         | [ 10 ]    |
| США            | 5 июля 2011       | Contemporary hit radio | Shady Interscope Aftermath Entertainment | [ 11 ]    |
| Великобритания | 19 сентября 2011  | Contemporary hit radio | Shady Interscope                         | [ 12 ]    |